# 栃木県道336号自治医大停車場線

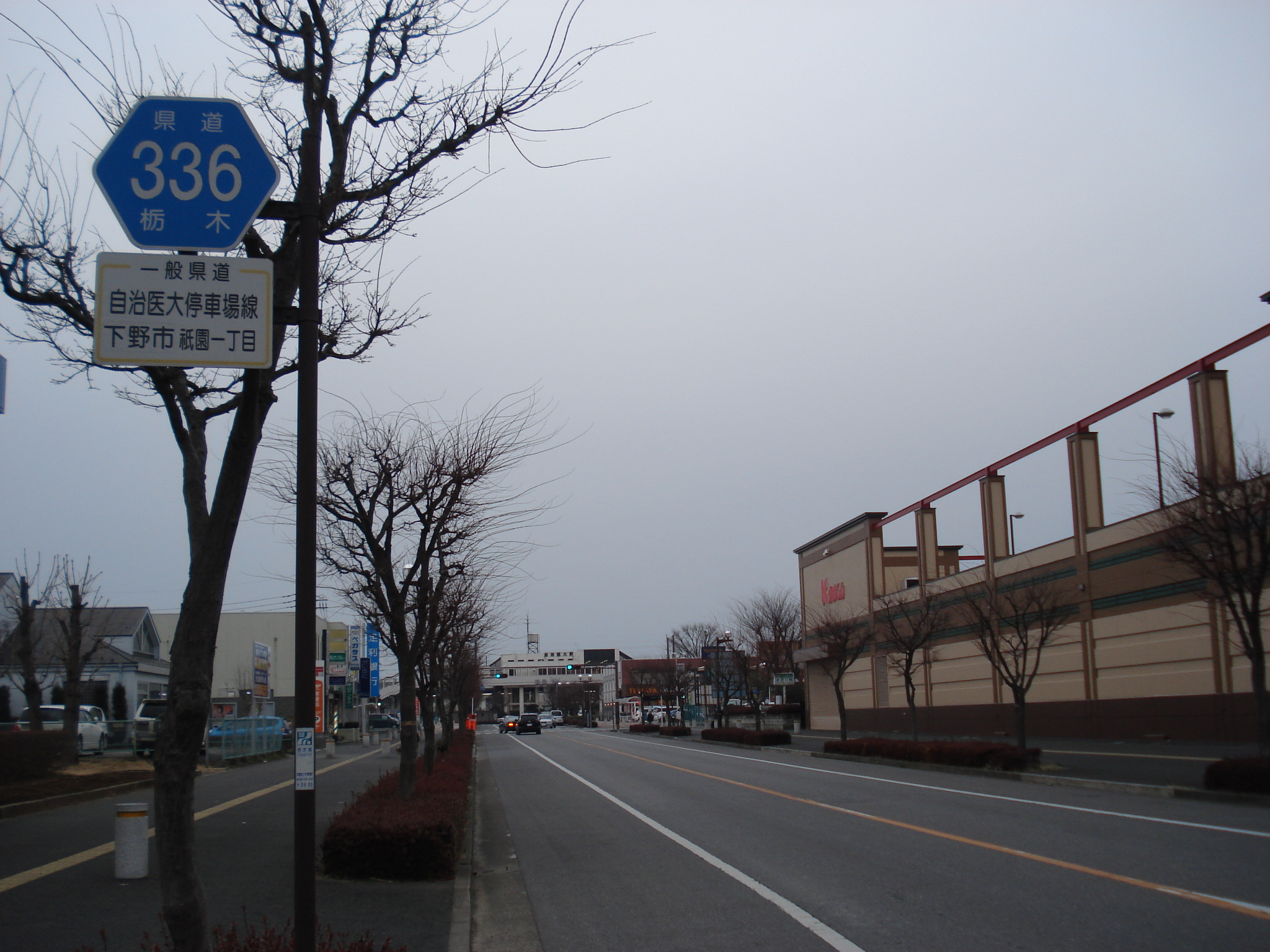
下野市祇園1丁目付近

栃木県道336号自治医大停車場線（とちぎけんどう336ごう じちいだいていしゃじょうせん）は、栃木県下野市を通る一般県道である。

## 路線概要
- 指定：1996年（平成8年）4月1日
- 実延長：1.748km[1]
- 起点：栃木県下野市医大前4丁目（JR自治医大駅）
- 終点：栃木県下野市薬師寺（栃木県道146号結城石橋線交点）

## 交差するおもな道路
- 栃木県道339号小山下野線（下野市祇園2丁目）

## 沿線施設
- JR自治医大駅
- 下野警察署祇園交番
- 足利銀行自治医大出張所
- 栃木銀行自治医大駅前出張所
- 自治医大駅前郵便局
- かましん自治医大店